# Botafogo de Futebol e Regatas
Botafogo de Futebol e Regatas (oftest omtalt i kortformen Botafogo eller under navnet Estrela Solitária (den enlige stjerne)) er en fodboldklub (og roklub) i bydelen Botafogo i Rio de Janeiro i Brasilien. Klubben blev stiftet den 12. august 1904 og er en af de stiftende klubber bag Clube dos 13, der udgør de førende brasilianske fodboldklubber. Botafogo spiller hjemmekampe på Estádio Olímpico João Havelange.
Klubben spiller pt. i den bedste brasilianske liga (Série A), en turnering klubben har vundet to gange (1968 og 1995). Klubben har endvidere vundet en lang række regionale mesterskaber.
Holdet spiller i sort- og hvidstribede trøjer, sorte bukser og grå strømper.
Klubbens historie rækker tilbage til den 1. juli 1894 med etableringen af Club de Regatas Botafogo. Den 12. august 1904 blev en anden klub stiftet i området, Electro Club. Electro Club fusionerede senere på året med den oprindelige Club de Regatas Botafogo og senere på året tog den fusionerede klub det nuværnde navn.
Berømte spillere som tidligere har spillet for klubben er blandt andre Jairzinho, Garrincha og Mario Zagallo.

## Eksterne links
- Wikimedia Commons har flere filer relateret til Botafogo de Futebol e Regatas
- Klubbens officielle hjemmeside

| Fodbold | Spire Denne artikel om en fodboldklub er en spire som bør udbygges. Du er velkommen til at hjælpe Wikipedia ved at udvide den. |

22°57′16″S 43°10′39″V / 22.95457°S 43.17756°V